# Mingus Dynasty
Mingus Dynasty è un album discografico del musicista jazz statunitense Charles Mingus, pubblicato nel 1960 dalla Columbia Records.
Il disco è stato inserito nella Grammy Hall of Fame nel 1999. Il titolo, un gioco di parole tra "Dinastia Ming" e "Dinastia Mingus", è un riferimento alle origini di Charles Mingus, in parte cinesi.
Le tracce 1, 3, 4 e 5 sono state pubblicate in versione integrale su vinile nel 1979 e in formato CD nel 1999. I tagli apportati all'album originale ammontavano a una durata totale di circa 8 minuti.

## Tracce
- Tutti i brani sono opera di Charles Mingus, tranne dove indicato diversamente.

1. Slop - 6:16
2. Diane - 7:32
3. Song With Orange - 6:50
4. Gunslinging Bird (Originariamente intitolata If Charlie Parker Were a Gunslinger, There'd Be a Whole Lot of Dead Copycats) - 5:14
5. Things Ain't What They Used to Be (Mercer Ellington) - 7:36
6. Far Wells, Mill Valley - 6:14
7. New Now Know How - 4:13
8. Mood Indigo (Barney Bigard, Duke Ellington) - 8:13
9. Put Me in That Dungeon - 2:53

### Bonus track ristampa CD
1. Strollin' alias Nostalgia in Times Square (Mingus, George Gordon) - 4:33

## Formazione
- John Handy - sax alto
- Booker Ervin - sax tenore
- Benny Golson - sax tenore (2, 3, 4, 6, 10)
- Jerome Richardson - sax baritono (2, 3, 4, 6, 10), flauto (2)
- Richard Williams - tromba (2, 3, 4, 6, 10)
- Don Ellis - tromba (1, 5, 8, 9)
- Jimmy Knepper - trombone
- Roland Hanna - pianoforte (1, 2, 3, 4, 5, 6, 8, 9)
- Nico Bunink - piano (7, 10)
- Charles Mingus - contrabbasso
- Dannie Richmond - batteria
- Teddy Charles - vibrafono (2, 3, 4, 6)
- Maurice Brown - violoncello (2, 9)
- Seymour Barab - violoncello (2, 9)
- Honi Gordon - voce (10)[3]